# Jamides carissima
Jamides carissima är en fjärilsart som beskrevs av Butler 1875. Jamides carissima ingår i släktet Jamides och familjen juvelvingar. Inga underarter finns listade i Catalogue of Life.